# Cornelis Lodewijk van der Bilt
Cornelis Lodewijk van der Bilt (Kapelle, 20 april 1875 – 's-Gravenhage, 2 december 1947) was een civiel ingenieur, die zich omschoolde tot elektrotechnicus, Tweede Kamerlid voor de Liberale Staatspartij de vrijheidsbond (LSP), wethouder van Den Haag op het gebied van onderwijs en waarnemend burgemeester van die stad.
Van der Bilt was een deskundige op het gebied van de Telefonie en Telegrafie waarover hij diverse boeken schreef. Vanaf 1904 doceerde hij over dit vakgebied als hoogleraar aan de Technische Hogeschool in Delft, van 1923 tot 1924 was hij hier ook rector magnificus. In de Eerste Wereldoorlog werkte van der Bilt als leider van een team aan het op zetten van een radio-telegrafieverbinding tussen Nederlandsch-Indië en Nederland. Hij was de promotor van dr. ir. Cornelius de Groot en van dr. ir. Nicolaas Koomans. In 1919 slaagde men er in om deze verbinding te realiseren. In 1929 werd hij Tweede Kamerlid voor de liberale vrijheidsbond. Daarna werd hij wethouder van onderwijs in Den Haag en van 1 juli 1940 tot 15 juni 1942 waarnemend burgemeester van Den Haag. Dit laatste was een gevolg van het aan de kant schuiven van burgemeester S.J.R de Monchy door de Duitsers. In 1942 moest van der Bilt plaats maken voor de NSB burgemeester Harmen Westra. Van 1939 tot 1941 was hij ook lid van de Provinciale Staten van Zuid-Holland.

## Onderscheiding
- Ridder in de Orde van de Nederlandse Leeuw (31 augustus 1929)